# Bosreservaat

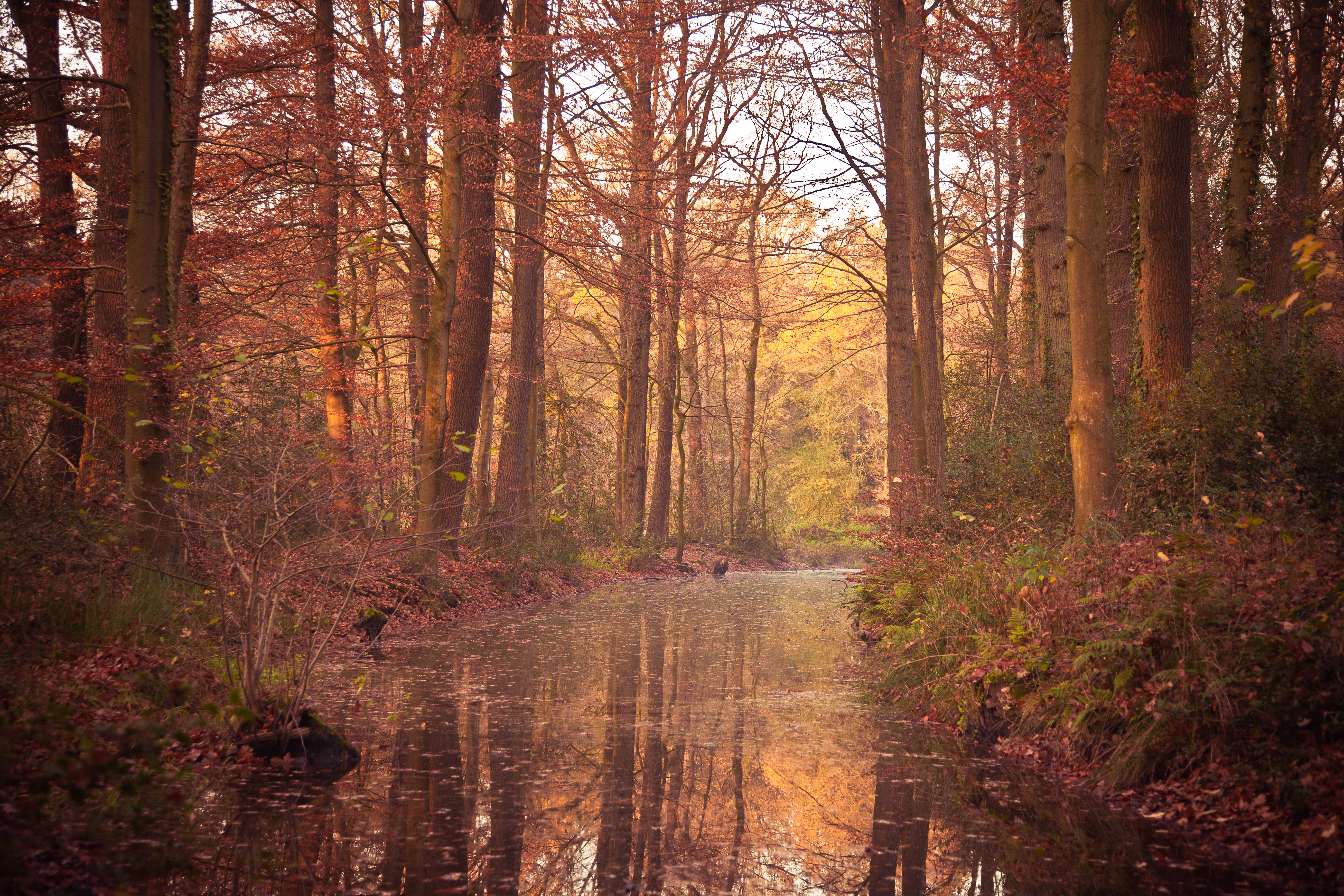
Het Duivelshof in Overijssel.

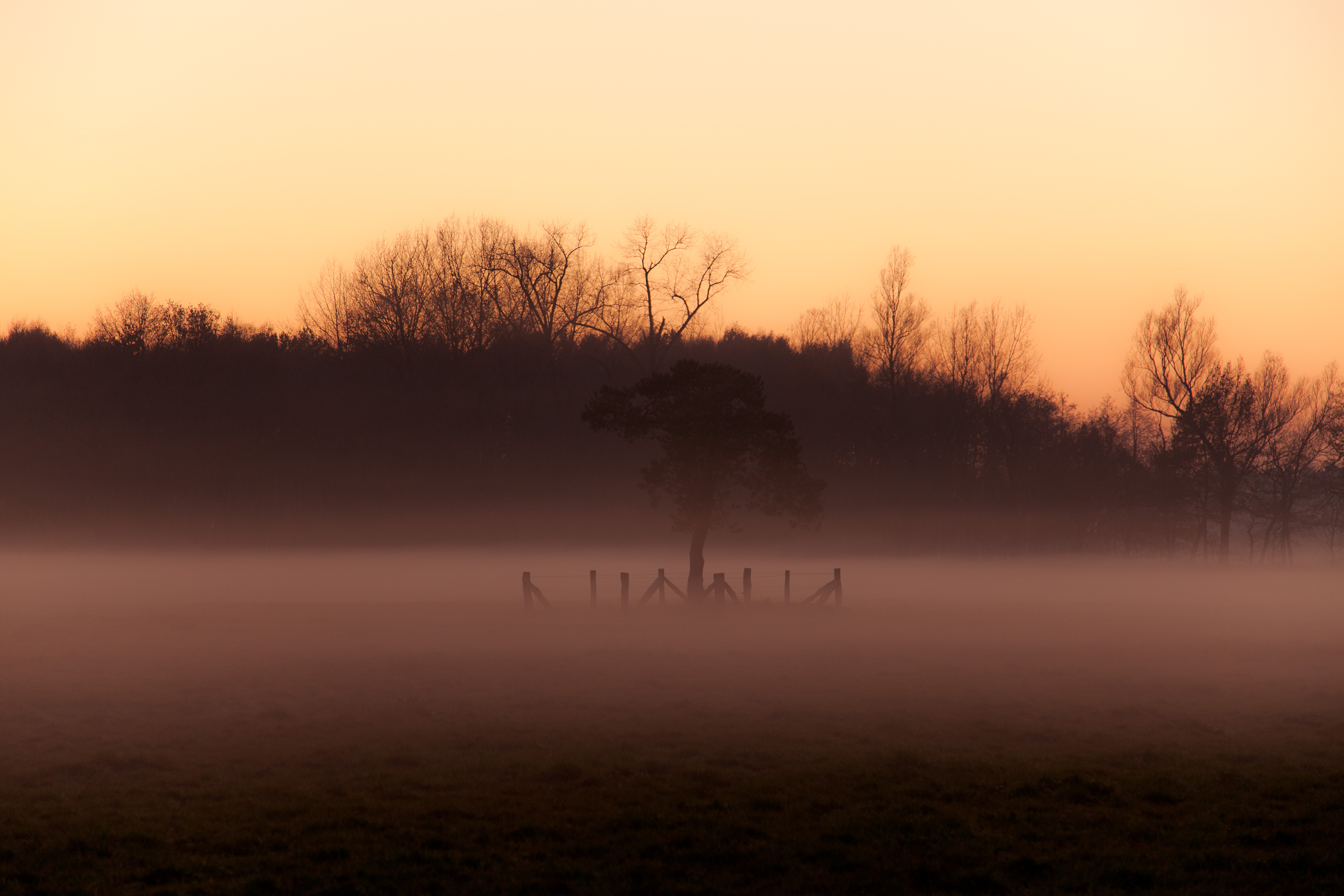
Duivelshof bij avond, herfst 2011.

Een bosreservaat wordt in Nederland gedefinieerd als een bosgebied van 5 tot ruim 400 ha groot, waarvan met de beheerder is afgesproken dat er geen houtoogst of bosbeheer plaatsvindt. Zo kan er een natuurlijke ontwikkeling van het bos plaatsvinden. Onderzoekers kunnen zo de spontane vegetatieontwikkeling over lange termijn volgen. 

## Vlaanderen

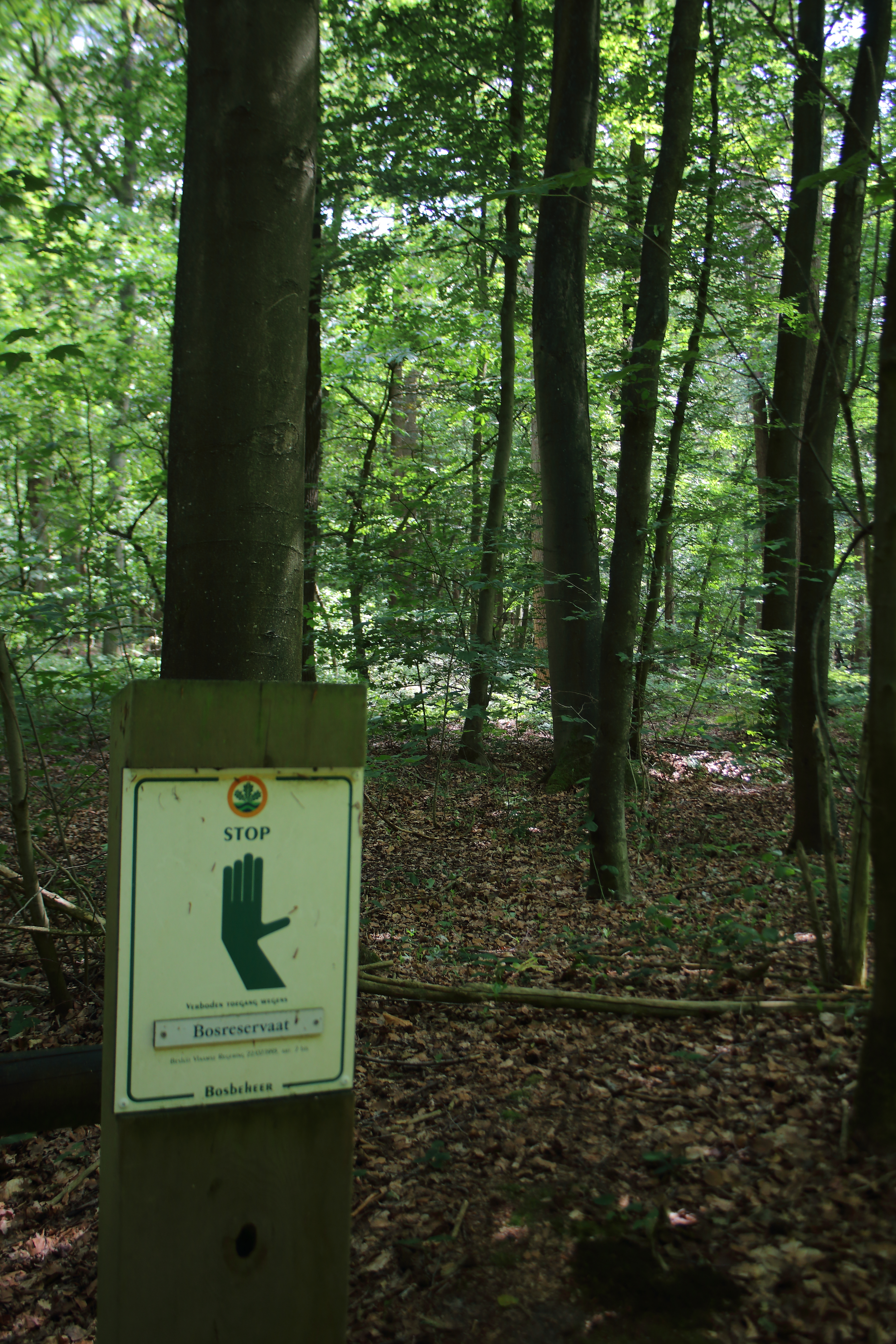
Bosreservaat Bellebargiebos.

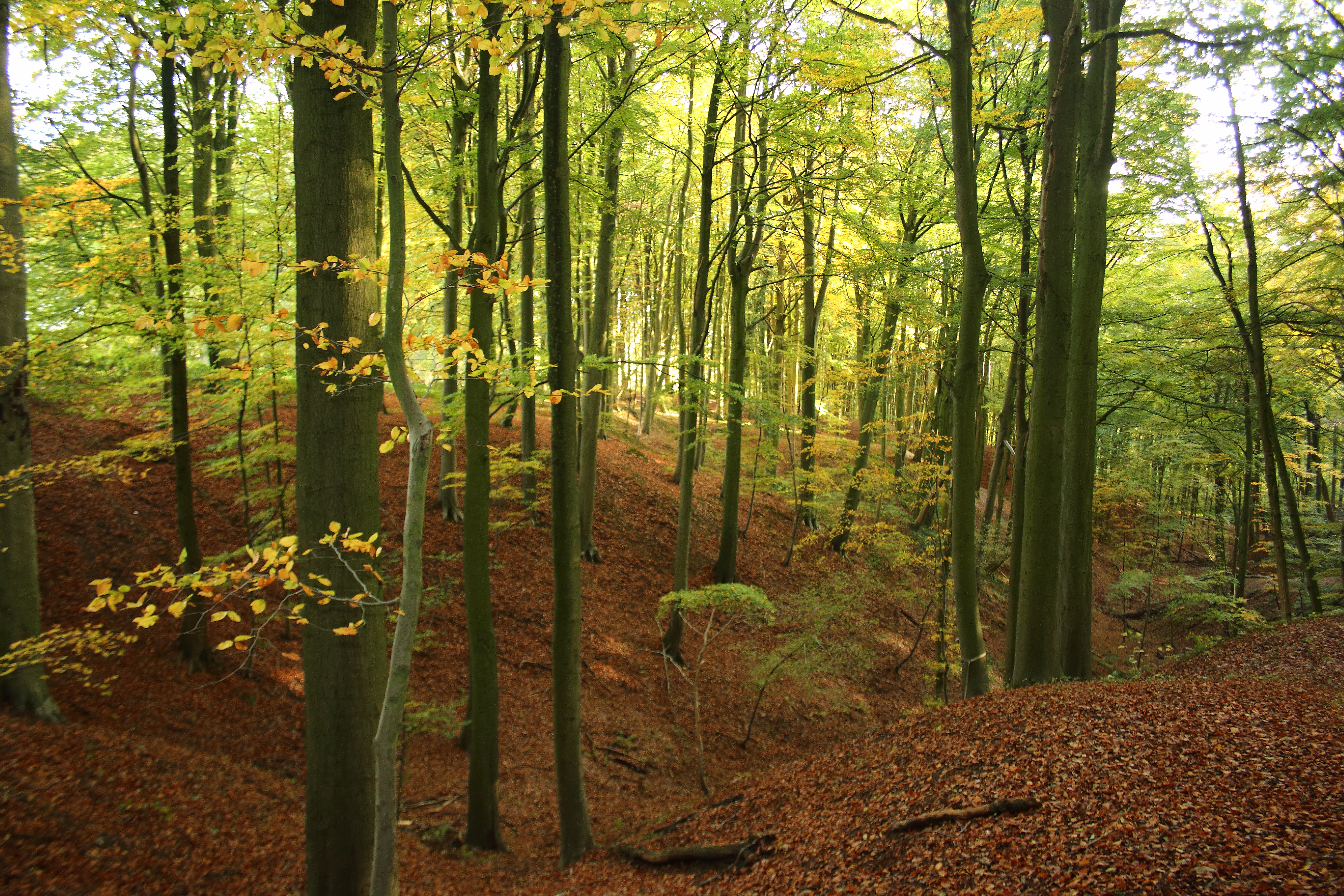
Bosreservaat Neigembos.

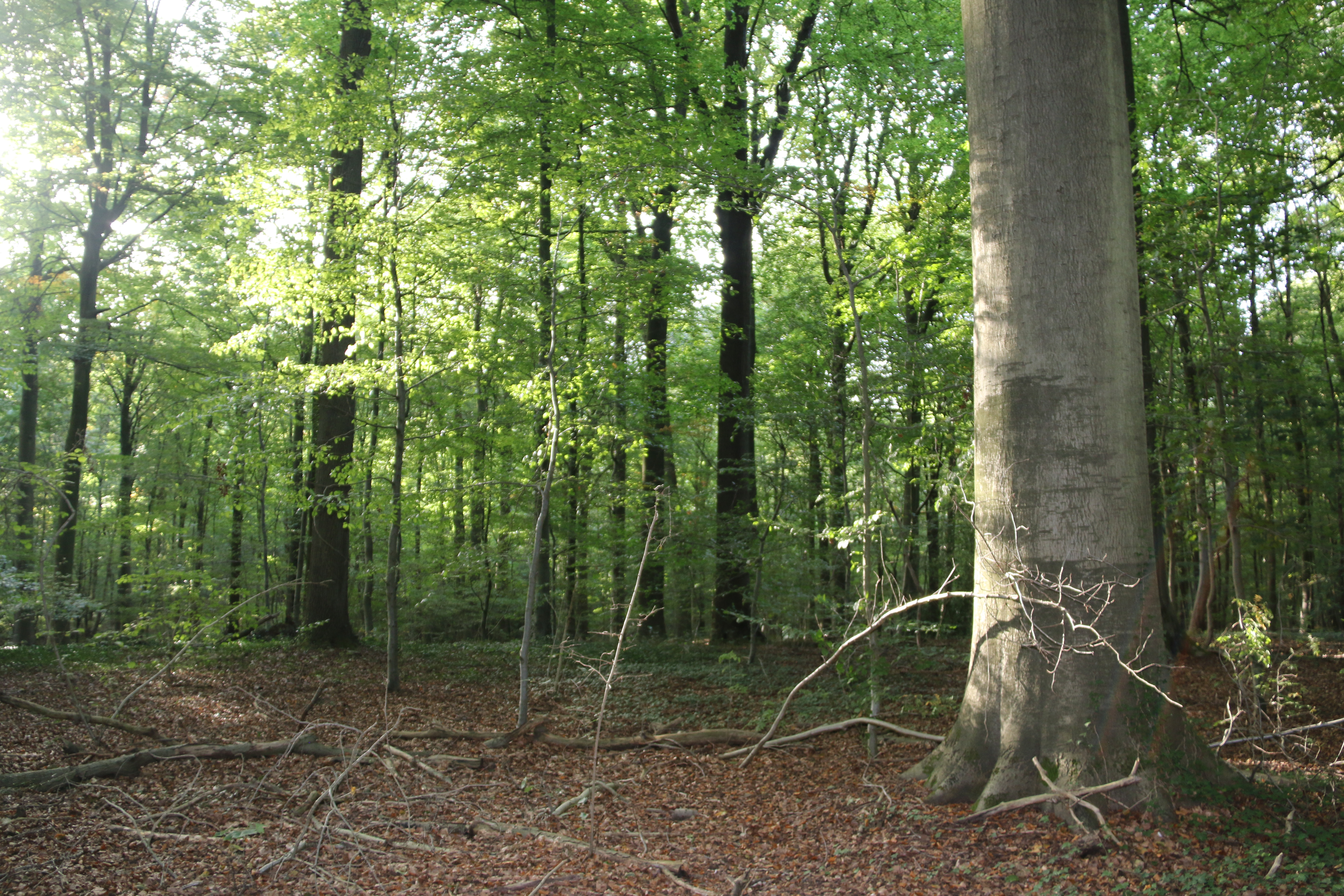
Bosreservaat Akrenbos.

In Vlaanderen wordt een bosreservaat in het Bosdecreet omschreven als een biologisch of wetenschappelijk waardevol bosgebied dat een ecologische en/of wetenschappelijke functie vervult (art. 22 van het Bosdecreet). Er wordt een onderscheid gemaakt tussen integrale bosreservaten (waar geen menselijke ingrepen meer worden uitgevoerd) en gerichte bosreservaten (met aangepast beheer om bepaalde natuurwaarden te behouden of creëren).
In 2017 beheerde het Agentschap voor Natuur en Bos 3186 ha bosreservaten in Vlaanderen. Een van de grootste bosreservaten van Vlaanderen (230 ha) is 'Joseph Zwaenepoel' in het Zoniënwoud, dat in 2017 Unesco-Werelderfgoed werd als onderdeel van 'Oude en voorhistorische beukenbossen van de Karpaten en andere regio's van Europa'.

### Lijst van bosreservaten in Vlaanderen

#### West-Vlaanderen
- Wijnendalebos (92 ha)
- Vloethemveld
- Rooiveld (30 ha)
- Bulskampveld (51 ha)
- Duinbos Jan De Schuyter (63 ha)
- Hellegatbos' (15 ha)

#### Oost-Vlaanderen
- Kluisbos (Pensemont/Doveleenbos) (50 ha)[3]
- Beiaardbos en Fonteinbos (17 ha)
- Parikebos (9 ha)
- Sint-Pietersbos (52 ha)[4]
- Karkoolbos (28 ha)
- Neigembos (61 ha)
- Bellebargiebos (78 ha)

#### Vlaams-Brabant

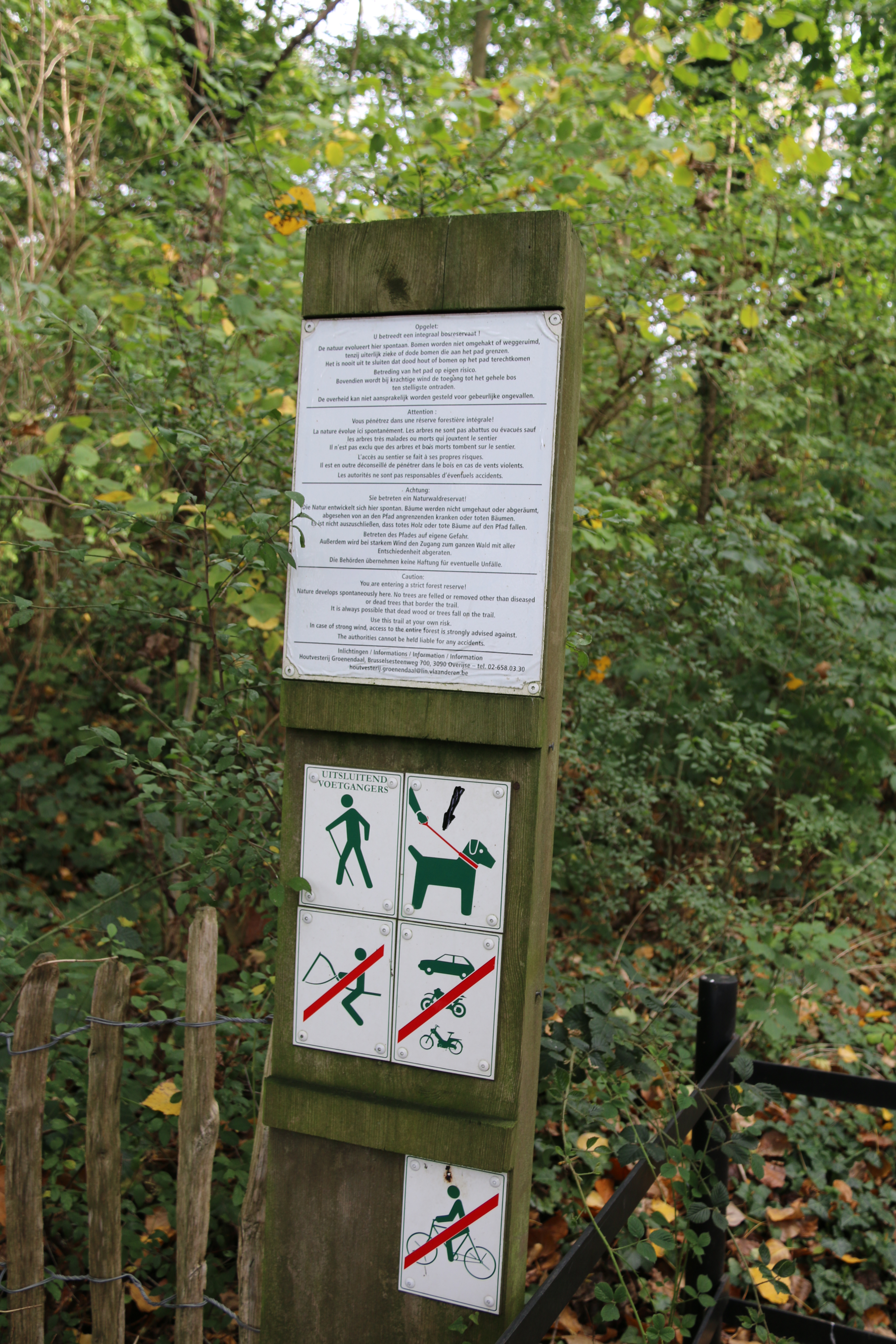
Bosreservaat Ter Rijst in Heikruis

- 'Kluisberg', 'Jansheideberg', 'Vallei van de Hallebeek' en 'Vroenenbos' in het Hallerbos (100 ha)[5]
- Bos Ter Rijst (29 ha)
- Liedekerkebos (21 ha)
- 'Grote Omheining' in het Heverleebos (47 ha)
- 'Drie Eiken', 'Grote Konijnenpijp', 'Everzwijnbad', 'Pruikemakers', 'De Heide', 'Mommedeel' en 'Veldkant Renissart' in het Meerdaalbos (176 ha)
- Joseph Zwaenepoel, Gripensdelle in het Zoniënwoud (160 ha)[6]
- Gasthuisbos (11 ha)
- Akrenbos (17,5 ha, aansluitend op het Waalse Akrenbos)[7]
- Groot Gasthuisbos (7 ha)

#### Antwerpen

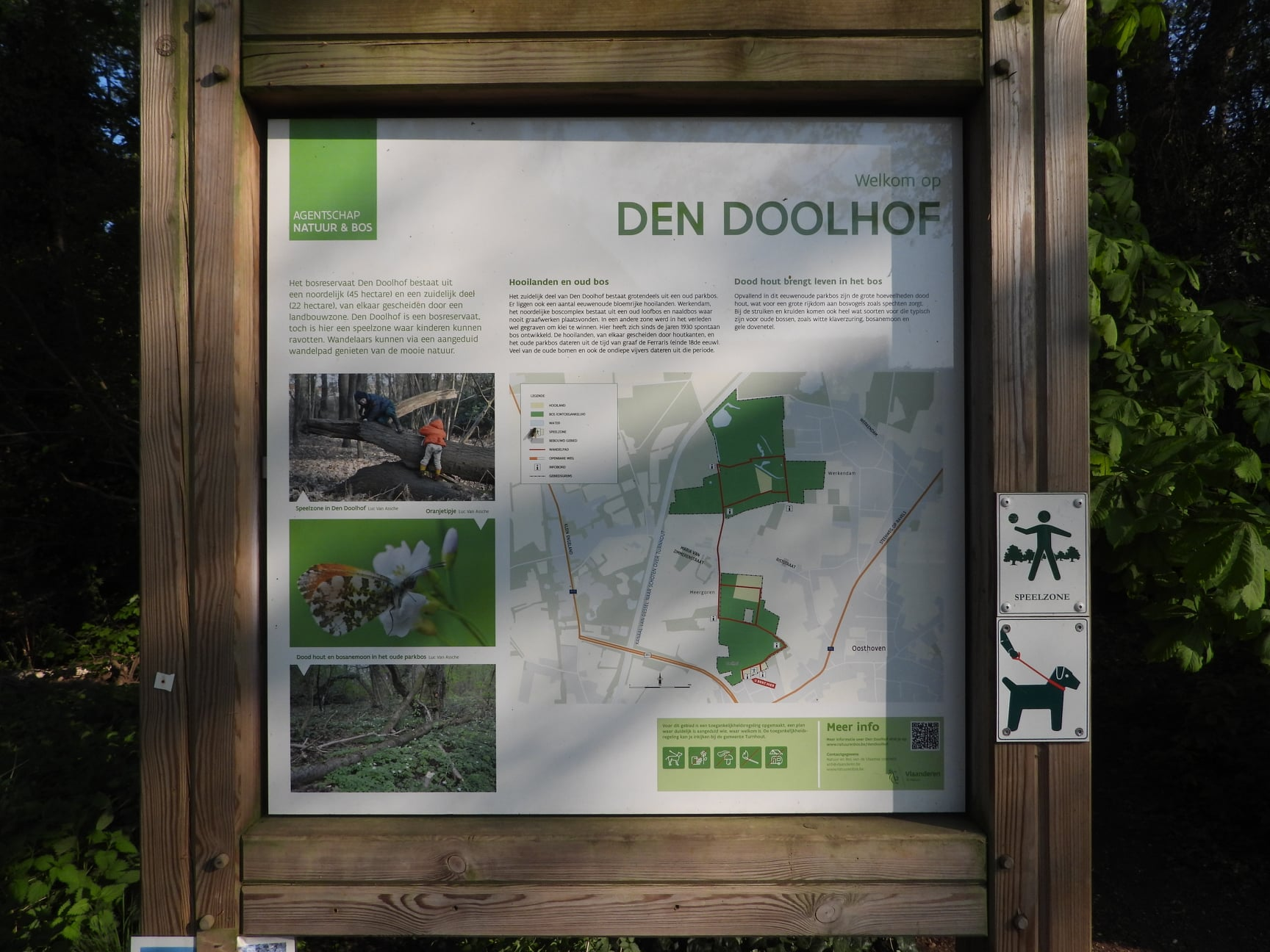
Bosreservaat Den Doolhof

- Sevendonck (68 ha)
- Koelmook (40 ha)
- Coolhembos (79 ha)
- De Goorbossen (47 ha)
- Muizenbos (34 ha)
- Overheide (30 ha)
- Grotenhout (73 ha)
- Den Doolhof
- Helschot

#### Limburg
- Pijnven
- Grootbroek (177 ha)
- Jagersborg (87 ha)
- In de Brand (11 ha)
- Dilserbos-Platte Lendenberg (58 ha)
- Op den Aenhof (36 ha)
- Lanklaarderbos-Saenhoeve (84 ha)
- Melisbroek-Viversel (35 ha)
- Galgenberg (30 ha)
- Jongenbos (73 ha)
- Kolmontbos (17 ha)
- Kraaienbos (1 ha)
- Vrouwenbos, Veursbos, Broekbos, Konenbos, Vossenaerde, Roodbos, Teuvenerberg (248 ha)

## Nederland
Bosreservaten zijn in Nederland vooral bedoeld voor wetenschappelijk lange termijn onderzoek. Het bos ontwikkelt zich autonoom, er wordt op geen enkele wijze beheersmatig ingegrepen. Tot de instelling is in 1987 besloten door het toenmalige Ministerie van Landbouw en Visserij. Vooruitlopend op de officiële instelling zijn in 1983 de eerste vijf reservaten aangewezen en in 2000 werd het zestigste en laatste reservaat ingesteld. Aanleiding was de behoefte aan meer gemengd en natuurlijker bos in Nederland. Hiervoor was meer kennis nodig van de natuurlijke processen in bos en hoe de beheerder deze kan gebruiken. Onderzoek naar vegetatiestructuur van het bos, bodemvorming en successie in de vegetatie speelt bij het wetenschappelijk onderzoek een belangrijke rol. Het onderzoek wordt gecoördineerd door Alterra-Wageningen UR. De bedoeling was ieder bos elke 10 jaar op te meten. 
De zestig reservaten vertegenwoordigen de uiteenlopende bosgemeenschappen die Nederland kent. Ze zijn geografisch sterk gespreid over het land; alleen de provincie Zeeland heeft geen bosreservaat. Vrijwel alle reservaten liggen in grotere bos- en natuurgebieden; 42 reservaten maken onderdeel uit van een Natura 2000-gebied. De meeste bosreservaten liggen in eigendommen van Staatsbosbeheer (39), gevolgd door Natuurmonumenten (9).
De structurele financiering van het onderzoek stopte in 2005. Hierdoor zijn sommige reservaten alleen bij de start opgemeten. Incidenteel wordt subsidie verleend door het  Ministerie van Landbouw, Visserij, Voedselzekerheid en Natuur.

### Lijst van bosreservaten in Nederland

#### Groningen
- Het Weenderbos in het Liefstinghsbroek. Dit bosreservaat van 18,3 ha ligt langs de Ruiten-Aa bij Vlagtwedde. Het is karakteristiek voor een vochtig beuken-eikenbos.

#### Friesland
- Starnumansbos, in het Gaasterland, tussen Kippenburg en Ruigahuizen. Het is 107 ha groot en aangeplant als productiebos voor eikenhakhout, dat werd gebruikt voor leerlooierijen en als stookhout. 53,3 ha hiervan is bosreservaat. Het is representatief voor het berken-eikenbos.
- Heloma- en Bleekerspolder. Dit reservaat ligt ten oosten van Wolvega in de Lindevallei. Het beslaat 66 ha en is eigendom van It Fryske Gea. Het is karakteristiek voor het moerasvaren-elzenbroek.
- Berkenvallei op de Boschplaat (Terschelling) bij Oosterend. Dit reservaat van 99 ha vertegenwoordigt het kraaihei-berkenbos.

#### Drenthe
- Lheebroekerzand, in het Nationaal Park Dwingelderveld bij Dwingeloo. Het reservaat is 39,3 ha groot en ligt in de Boswachterij Dwingeloo, die eigendom is van Staatsbosbeheer. Het betreft deels een droog en deels een vochtig berken-zomereikenbos. Ook korstmossen-dennenbos en kussentjesmos-dennenbos komen voor.
- Oosteresch, behorend tot het Sleenerzand te Sleen. Het reservaat meet 31,1 ha. Het representeert het beuken-eikenbos.
- Schoonlooërveld, bij Schoonloo. Het is 23,2 ha groot en representeert het beuken-eikenbos.
- Dieverzand, in het Nationaal Park Drents-Friese Wold, boswachterij Smilde. Dit is 32,5 ha groot en vertegenwoordigt het kussentjesmos-dennenbos.
- Norgerholt, bij Norg. Het meet 25,5 ha en vertegenwoordigt het beuken-eikenbos.
- Kremboong, bij Hoogeveen. Een restant van 30,6 ha van een uitgestrekt productiebos dat in 1888 werd geplant. Het is kenmerkend voor het vochtig berken-zomereikenbos. Het is een groeiplaats van stekende wolfsklauw, dalkruid en koningsvaren.

#### Overijssel
- Smoddebos-Duivelshof, te Losser. Dit bestaat uit twee gescheiden delen die met elkaar in verbinding staan via de Snoeyinksbeek. Beide delen zijn samen 10,4 ha groot. Het Duivelshof bevat een rijke flora, waaronder witte klaverzuring, gele dovenetel en reuzenpaardenstaart. Het vertegenwoordigt het kamperfoelierijk eiken-haagbeukenbos.
- Zeesserveld, bij Ommen. Dit bestaat uit grove den met ondergroei van sporkenhout, Amerikaans krentenboompje en Amerikaanse vogelkers. Ook blauwe bosbes komt voor. Het is 17,7 ha groot. Het is in 1985 ingesteld. Het vertegenwoordigt het berken-eikenbos.
- Achter de Voort, bij Ootmarsum, onderdeel van het Natura2000-gebied Achter de Voort, Agelerbroek & Voltherbroek. Het is karakteristiek voor kamperfoelierijk eiken-haagbeukenbos. De oppervlakte bedraagt 13 ha.
- Kloosterkooi te Kalenberg in De Weerribben. Het is 34,1 ha groot en vertegenwoordigt het moerasvaren-elzenbroek.
- Vechtlanden bij Ommen. Dit reservaat van 11,8 ha vertegenwoordigt het elzenbroek.
- Het Molenven bij Saasveld is het oudste natuurreservaat van Twente. Het meet 43,6 ha en representeert het berken-eikenbos.
- De Duursche Waarden bij Wijhe. Dit reservaat vertegenwoordigt het wilgenvloedbos. Het is 111,9 ha groot.

#### Gelderland
- Ossenbos, te Ede. Een oud grovedennenbos van 54,1 ha, dat onderdeel uitmaakt van schietterrein 'De Harskamp'. Het is karakteristiek voor een droog berken-zomereikenbos.
- De Imboschberg. Dit reservaat maakt onderdeel uit van Imbosch op de Veluwe. Het bestaat voor de helft uit bos en voor de andere helft uit heide. Dit reservaat beslaat 374,1 ha. Het werd in 1999 ingesteld. Het is karakteristiek voor een droog beuken-eikenbos.
- Bekendelle. Een reservaat van 4,4 ha langs de Boven-Slinge te Woold bij Winterswijk. Er is een rijke bodemflora, die onder meer bosgeelster en slanke sleutelbloem omvat. Het is karakteristiek voor het vogelkers-essenbos.
- 't Rot. Dit reservaat met een oppervlakte van 19,3 ha ligt in de buurtschap Woold bij Winterswijk. Het is een rijke variant van een vochtig wintereiken-beukenbos, dat eigendom is van Staatsbosbeheer.
- Pijpebrandje in het Speulderbos. Het is 36,5 ha groot en representeert het beuken-eikenbos.
- Nieuw-Milligen, Garderen-oost. Het is 46,1 ha groot en representeert het berken-eikenbos.
- Zwarte Bulten te Rozendaal. Het is 43,8 ha groot en vertegenwoordigt het beuken-eikenbos.
- Riemstruiken te Kootwijk. Het is 23,2 ha groot en vertegenwoordigt het beuken-eikenbos.
- Tongerense Heide te Vierhouten. Het meet 43,8 ha en vertegenwoordigt het berken-eikenbos.
- Grote Weiland te Hierden. Dit bosreservaat is representatief voor het elzenrijk essen-iepenbos. Het is eigendom van Natuurmonumenten, die het aankocht in 1975. Het heeft een oppervlakte van 34,4 ha. In 1945 is het beplant met populier en els. De populieren stierven uiteindelijk af.
- De Stille Eenzaamheid te Ermelo en Harderwijk. Dit reservaat heeft een oppervlakte van 87,5 ha. Het maakt deel uit van het Leuvenumse Bos bij Staverden. Het is karakteristiek voor het kussentjesmos-dennenbos.
- Het Leesten bij Ugchelen. Dit reservaat heeft een oppervlakte van 40,8 ha. Het bestaat voornamelijk uit naaldhout. Bleeksporig bosviooltje, mannetjesereprijs en dalkruid komen in sommige delen van het reservaat voor.

#### Utrecht
- Galgenberg in de Boswachterij Leersum. Bestand van grove den met ondergroei van zomereik, berk en beuk. Dit beslaat 43,5 ha. Hier wordt de successie van naaldbos naar droog wintereiken-beukenbos bestudeerd.
- De Heul, in Boswachterij Leersum. Dit is ingesteld in 1998. Het beslaat 63,1 ha. Het bestaat voornamelijk uit grove den en ander naaldhout. Het is karakteristiek voor een droog beuken-eikenbos.

#### Flevoland
- Houtribbos langs de IJsselmeerdijk bij Lelystad. De potentiële vegetatie is een elzenrijk essen-iepenbos. De oppervlakte bedraagt 15,5 ha.
- Hollandse Hout, langs de Knardijk bij Lelystad. De oppervlakte bedraagt 36,8 ha. De potentieel natuurlijke vegetatie is een essen-iepenbos.
- Bosreservaat Meerdijk in de Boswachterij Spijk-Bremerberg, aan de oostkant van Flevoland, ter hoogte van Elburg en Harderwijk. Dit reservaat van 18,4 ha vertegenwoordigt het elzen-eikenbos.
- Het Wilgenreservaat aan de Knardijk. Dit bos van 63,6 ha is een representant van het elzenrijk essen-iepenbos.

#### Noord-Holland
- Het Pilotenbos bij Amstelveen is een deel van het Amsterdamse Bos ten zuiden van de Grote Vijver. Dit is tot bosreservaat aangewezen om de ontwikkeling tot natuurlijk droog essen-iepenbos te kunnen volgen. Het is 13,9 ha groot.
- Leyduin-Vinkenduin. Dit is een binnenduinrandbos bij Vogelenzang. Het beslaat 51,8 ha en is eigendom van Landschap Noord-Holland. Het is karakteristiek voor een droog wintereiken-beukenbos. Er komen oude bossoorten en ook stinsenflora voor.
- Drieduin 1, 2, en 3 in Boswachterij Schoorl. Deze drie reservaten beslaan respectievelijk 22,2, 20,2 en 28 ha. Ze zijn representatief voor het dennenbos, het berkenbos en het berken-eikenbos.
- Roodaam, te Castricum. Dit is 36,3 ha groot en vertegenwoordigt het duin-eikenbos.

#### Zuid-Holland
- De Slikken van Flakkee, langs het Grevelingenmeer bij Stellendam. Dit reservaat meet 323,2 ha en is eigendom van Staatsbosbeheer. Het is karakteristiek voor een essen-iepenbos. Er is onder meer duindoorn en wegedoorn te vinden. Het bos is spontaan ontstaan na afsluiting van het Grevelingen.
- Beerenplaat, te Oud-Beijerland. Dit betreft een representant van het veldkers-ooibos. Het reservaat is 23,2 ha groot.
- Kijfhoek, te Wassenaar. Dit reservaat van 31,9 ha vertegenwoordigt het duin-berkenbos.
- De Horsten, te Wassenaar. Een bos van meer dan 200 jaar oud. Het maakt deel uit van het Koninklijk Landgoed De Horsten, wat een samenvoeging is van de landgoederen Raaphorst, Eikenhorst en Ter Horst. Het werd aangewezen in 1997. Het beslaat 47,8 ha en is een voorbeeld van een ruigt-elzenbos.
- Oude Kat is een gebied in de Hollandse Biesbosch ten zuiden van Sliedrecht, dat alleen per boot te bereiken is. Het heeft een oppervlakte van 46,5 ha en vertegenwoordigt het elzenrijk-essen-iepenbos.

#### Noord-Brabant
- Landgoed Mattemburgh bij Bergen op Zoom kent een bosgebied waar al meer dan een eeuw geen onderhoud meer plaatsvindt. Het beslaat 105,7 ha en vertegenwoordigt het droog beuken-eikenbos.
- 't Sang bij Mierlo. Dit gebied van 20,9 ha vertegenwoordigt het elzenbroekbos.
- De Geelders bij Boxtel. Dit gebied van 14,4 ha vertegenwoordigt het eiken-haagbeukenbos.
- Keizersdijk in de Brabantse Biesbosch. Dit gebied van 33,5 ha vertegenwoordigt het essen-iepenbos.
- Grootvenbos te Deurne. Dit bosreservaat met een oppervlakte van 30,3 ha ligt in het natuurreservaat de Deurnse Peel bij Griendtsveen. Het bestaat vooral uit berken, zomereiken en wilgen. Het vertegenwoordigt het elzen-berkenbos.
- Bosreservaat Kampina, bij Boxtel. Het meet 52,7 ha en representeert het berken-eikenbos.
- Bosreservaat Leenderbos, tussen Leende en Valkenswaard. Dit is een deel van de veel grotere Boswachterij Leenderbos van Staatsbosbeheer. Het reservaat meet 30,0 ha en vertegenwoordigt het droog berken-eikenbos.
- Tussen de Goren bij Chaam. Het betreft een berken-eikenbos van 38,7 ha.
- Smalbroeken bij Lennisheuvel. Het betreft een vochtig gebied van 88,9 ha waardoor de Beerze stroomt. Het ligt bij de Kampina en vertegenwoordigt het elzen-eikenbos.

#### Limburg
- Bunderbos. Dit is een hellingbos met rijke ondergroei bij Elsloo, Geulle en Bunde. Een deel (50,5 ha) van dit loofbos is bosreservaat. Het is karakteristiek voor een elzen- en essenbronbos.
- Vijlenerbos. Dit is een groot boscomplex bij Epen en Vaals, met grote hoogteverschillen en een bijzondere flora en fauna. 22 ha hiervan is bosreservaat. Het vertegenwoordigt het veldbies-beukenbos.
- Herkenboscher Heide. Dit bosreservaat van 70,8 ha ligt in het Nationaal Park De Meinweg bij Vlodrop en is eigendom van Staatsbosbeheer. Het is karakteristiek voor een wintereiken-beukenbos.
- ´t Quin te Bergen. Dit is 29,6 ha groot rivierduin- en dekzandlandschap. Het is representatief voor het berken-eikenbos.
- De Schone Grub tussen Sint Geertruid en Rijckholt. Dit bijzondere gebied van 15,3 ha maakt deel uit van het Savelsbos. Er zijn ook prehistorische vuursteenmijnen. Het reservaat is een vertegenwoordiger van het gierstgras-beukenbos.